# Sei Lunang
Sei Lunang is een bestuurslaag in het regentschap Asahan van de provincie Noord-Sumatra, Indonesië. Sei Lunang telt 1697 inwoners (volkstelling 2010).